# Walter Ransom Gail Baker
Walter Ransom Gail Baker (Lockport, 30 de novembro de 1892 — 30 de outubro de 1960) foi um engenheiro eletrônico estadunidense.
Foi vice-presidente da General Electric, e foi diretor de engenharia da Radio Manufacturers Association, atualmente Aliança das Indústrias Eletrônicas. Aconselhado por James Lawrence Fly, presidente da Federal Communications Commission, fundou o National Television System Committee, ou NTSC, em 1940.